# YP-24戰鬥機
Lockheed-Detroit YP-24 是底特律洛克希德於1930年代研製的戰鬥機。同時也有了一個攻擊機的版本，稱為A-9。 YP-24是第一架以洛克希德公司命名的戰鬥機。

## 發展

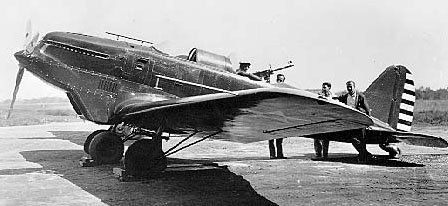
Detroit-Lockheed YP-24

1930年，底特律飛機公司以牛郎星運輸機為基礎，為美國陸軍航空隊開發新型戰鬥機（追擊機）。該飛機由羅伯特·J·伍茲(Robert J. Woods)設計，於1931年完工，由底特律飛機公司製造金屬機身，洛克希德公司製造木質機翼，大致設計與牛郎星基本相同。該機在萊特機場由萬斯·布里斯 (Vance Breese)，並給予XP-900的名稱。美國陸軍航空兵團於1931年9月購買XP-900，並重新命名為YP-24，序號32-320。由於優秀的性能，因此獲得了五架Y1P-24戰鬥機和四架Y1A-9攻擊機的訂單，並取代過時的P-16戰鬥機（然而兩機的首飛時間相差無幾）。A-9的不同之處在於擁有四挺前射機槍、翼下炸彈架以及具有更好低空性能的V-1570-27發動機。
1931年10月19日，唯一一架原型機墜毀。在降落時，由於起落架部分卡住，萊特機場的飛行員在P-12D和O-25C的側面塗上了信息，指示試飛員哈里森·克羅克中尉跳傘。
不久之後，由於經濟大蕭條，底特律飛機公司在1931年10月宣布破產，洛克希德公司也於1932年6月緊隨其後。儘管洛克希德公司在倒閉五天后就被一群投資者救起，但財務困難已經造成了損失，因此P-24/A-9項目被取消。原本的訂單也都被取消。然而，在羅伯特伍茲離開底特律飛機公司加入團結飛機公司後，他繼續將YP-24/A-9概念發展為Y1P-25/Y1A-11，最終成為P-30戰鬥機。

### 書目
- Andrade, John M. U.S. Military Aircraft Designations and Serials since 1909. Earl Shilton, Leicester, UK: Midland Counties Publications, 1979. ISBN 0-904597-21-0.
- Bowers, Peter M. and Enzo Angellucci. The American Fighter. New York: Orion Books, 1987. ISBN 0-517-56588-9.
- Francillon, René J. Lockheed Aircraft Since 1913. London: Putnam, 1982. ISBN 0-370-30329-6.
- Francillon, René J. Lockheed Aircraft Since 1913. Annapolis, Maryland: Naval Institute Press, 1987. ISBN 0-87021-897-2.
- Swanborough, Gordon and Peter M. Bowers. United States Military Aircraft Since 1909. Washington, DC: Smithsonian Publications, 1989. ISBN 0-87474-880-1.

## 外部連結
- USAF Museum page on P-24/A-9